# Вальтер Дудек
Вальтер Дудек (нар. 11 жовтня 1890 Альтенбург, Тюрингія — 1 грудня 1976 року Гамбург) — німецький політик (СДПН) і доктор в області права. Він був з 1925 по 1933 рік останнім демократично обраним мером міста Гарбурга (Ельба) (пізніше Харбург — Вільгельмсбург) і протягом 1946—1953 років сенатором в Гамбурзі.

## Біографія
Народився в Альтенбурзі в сім'ї листоноші. Відвідував місцеву гімназію імені Фрідріха. Після навчання з економіки і права в Берліні, Кілі, Єні і Лецпцизі в 1919 році склав свій другий державний іспит з юриспруденції. У 1916 році він став членом СДПН. Його політична кар'єра включає в себе такі посади: 1917—1919 рік — представник парламенту адміністративного округу Мерзебург у військовій економіці, з 1919 року до 1922 року працював в управлінні першого мера в Фюрстенвальде, Шпре і з 1922 року французькими окупаційними властями (див. Рурська окупація) переведений в Дортмунд як надзвичайний радник в справах добробуту населення.
У 1925 році Дудек був обраний мером Гарбургу. Відіграв вирішальну роль в забезпеченні злиття раніше незалежних міст Вільгельмсбурга і Гарбурга (Ельба) в 1927 році. Він мав особливу зацікавленість в локальній напрузі в зоні конфлікту між містом державного підпорядкування Гамбург і вільним містом Пруссія. Гамбург- Вільгельмсбург став великим містом з числом жителів понад 100 000.

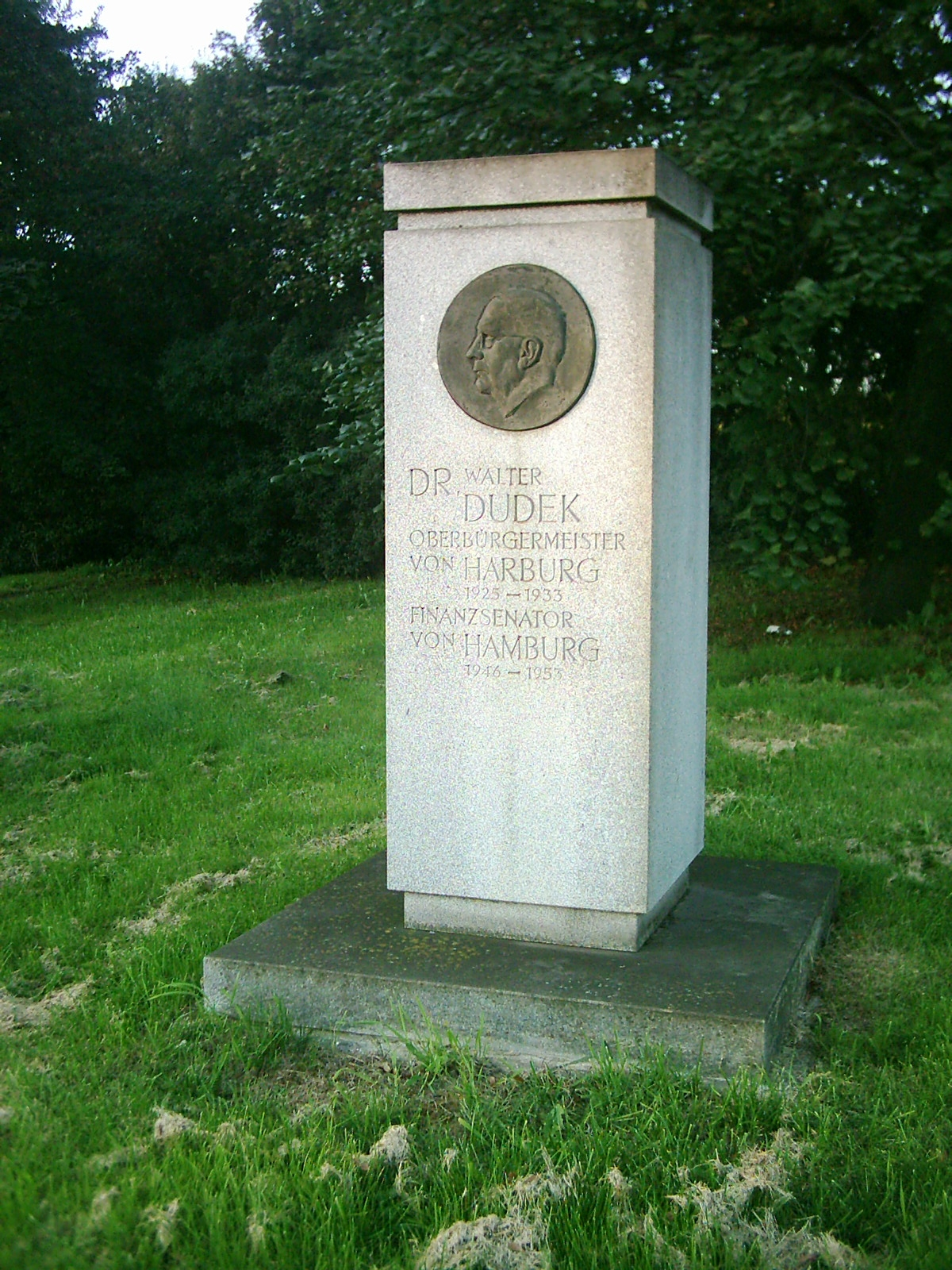
Пам'ятник в Гамбург-Харбург

За допомогою програм зайнятості ініціював важливі міські будівельні заходи для «бідних працівників» в надзвичайно важкі економічні часи . Вони включали в себе міський парк Гарбурга, нинішню гімназію імені Фрідріха-Еберта з мерією, міську бібліотеку, громадський пляж і пожежну станцію.
11 березня 1933 року СА і СС проникли в ратушу Гарбурга та змусили Дудека під дулом пістолета піти зі свого офісу. На наступний день було проведено місцеві вибори, які виграла пов'язана з центром управління НСДАП
Наступником Дудека став, після інтервенції гауляйтера Отто Телшова, колишній член НСДАП Людвіг Бартелс, який долучився до нацистської партії до 1 квітня, 1933.
Під час війни Дудек працював продавцем текстильних виробів у Берліні. Він приєднався до групи Робінзон Штрассман, ліво-ліберальної опозиційної партії . Після замаху 20 липня 1944 року він був заарештований нацистами.
Після Другої світової війни Дудек був членом Гамбурзького парламенту до 30 квітня 1954 року . У 1945 році він був призначений директором округу Харбург-Вільгельмсбург через його знання фінансового сектору. В 1946 році, зрештою, стає міністром фінансів Гамбургу. Цю посаду Дудек займав в найважчі післявоєнні роки і часи реконструкції міста до 1953 року та отримав загальне визнання . У 1948 році він брав участь з соратниками як один з дев'яти призначених експертів у «конклаві» Ротвестену під управлінням американського економіста Едварда А. Тененбаума при розробці грошової реформи. Він також був з 1949 по 1953 членом Федеральної ради.
Дудек працював до своєї смерті фінансовим консультантом у Німецькій федерації профспілок (НФП) і був головою правління Нового фінансового відомства в 1864 році.

## Заслуги
У 1965 році Вальтер Дудек нагороджений гамбурзьким сенатом медаллю мера, що вважається найвищим знаком пошани міста для своїх громадян. У 1967 році він був призначений почесним сенатором Університету Гамбурга . На його честь збудовано пам'ятник і названо міст на вокзалі Гарбурга. Про нього також нагадує колишній Харбурзький басейн, який також іноді називають «Басейном Дудека».